# Guliganerna
Guliganerna är en fristående supporterförening till IF Elfsborg. Föreningen grundades 21 november 1991, alltså under en tid när IF Elfsborgs läge såväl sportsligt som ekonomiskt såg allt annat än bra ut. Guliganernas medlemmar stöttade dock IF Elfsborg mer fanatiskt än någonsin och satte redan då grunden till föreningens fortsatta utveckling. 
Guliganerna är en aktiv supporterförening som är öppen för alla Elfsborgare oavsett ålder, kön eller läktartillhörighet. Det innebär bland annat att föreningen är politiskt obundna samt tar avstånd från alla former av våld och rasism. Guliganerna är en förening med medlemmar mellan 0 och 92 år, bestående av både killar och tjejer, utspridda runt om i landet.
Även om Guliganerna i första hand företräder sina medlemmar på Borås Arenas västra ståplatsläktare, Elfsborgsläktaren, skall alla som vill vara med och bidra till eller uppleva en positiv läktarkultur och bra stöd till IF Elfsborg känna sig välkomna.
Sedan starten 1991 har Guliganernas verksamhet främst fokuserat på att aktivt stötta IF Elfsborg på hemmaplan såväl som på bortaplan samt höja intresset för IF Elfsborg i och runt omkring Borås. Genom åren har föreningen även tagit fram en mängd egna souvenirer, medlemstidningar, två öl med egna etiketter samt tagit fram samt släppt fyra CD-skivor med Elfsborgsmusik. Idag har föreningen vuxit till att även innefatta såväl medlemslokal som försäljningsställen vid Elfsborgs matcher och diverse marknader i Borås med omnejd.